# Chaussée de Gand
La chaussée de Gand (en néerlandais : Steenweg op Gent à Molenbeek-Saint-Jean et Gentsesteenweg à Koekelberg et Berchem-Saint-Agathe) est une artère principale bruxelloise menant au pentagone de Bruxelles-ville. Avenue très animée, elle traverse les communes de Berchem-Sainte-Agathe, Koekelberg et Molenbeek-Saint-Jean.

## Origine de cette chaussée
Il s'agit d'une voirie historique qui intégrait à l’origine un itinéraire qui joignait la Rhénanie à la Flandre. La chaussée est pavée dès le XVIIIe siècle afin de faciliter les échanges commerciaux. Cette chaussée a joué un rôle important dans l’industrialisation de Koekelberg et l’implantation de plusieurs manufactures dès 1800-1830.
La commune de Molenbeek comporte plusieurs chaussées qui la traverse, la plus connue est la chaussée de Gand (elle date de la première moitié du XVe s.), cette dernière au XVe siècle fut entretenue par la ville. Auparavant, la chaussée était pavée jusqu’à l’auberge des Quatre vents (sa localisation est au coin de la rue actuelle du même nom, qui était jadis le chemin de Dilbeek). En 1447, la route de Gand (chaussée de Gand) fut réaménagée, elle fut bordée d’arbres jusqu’à Berchem, cela était possible grâce au financement de la ville de Bruxelles.
Le 11 décembre 1640, l'historien Louis Musin révèle sur base de documents que la ville ordonne les réparations, en citant l'exemple d'un civisme en ce sens que les habitants offrent d'amener à leurs frais, les pierres et le sable nécessaire à cette réfection.
Au XIXe siècle, les cafés ainsi que les commerces de détail se multiplient dans la chaussée de Gand, afin de pouvoir capter la clientèle salariée qui les arpente. De plus, le tramway renforce le caractère commercial de la chaussée ce qui a pour conséquence d’attirer la chalandise de toute la commune mais aussi des communes voisines.
La chaussée de Gand joue également un rôle important durant cette période du XIXe siècle. La période du XIXe siècle est marqué par la révolution industrielle dont la commune de Molenbeek sera touchée par ce phénomène. Ce phénomène qui touche cette commune (Manchester Belge) est en partie grâce à la proximité immédiate d'une ville importante, et aussi d’un canal communiquant avec l’Escaut, ainsi qu’au charroi de deux routes très fréquentées, c’est-à-dire la chaussée d’Anvers et la chaussée de Gand.

## Chaussée commerçante
Sur la chaussée sont dénombrés des centaines de commerces de tous types, que ce soit des magasins alimentaires, vestimentaires ou bien dans les services de la restauration et des cafés, ce qui fait d’elle, un espace très animé et fréquenté.
Beaucoup de commerces vendent des fournitures orientales, ce qui s’explique par une population surtout étrangère, avec une forte concentration de la communauté marocaine qui s’est installée peu à peu sur le territoire de Molenbeek depuis 1960. En 2017 pas moins de 20 000 passants/ jour passaient sur la chaussée, ce qui fait d’elle une des plus importantes artères commerciales de Bruxelles.
Sur le plan acoustique et des nuisances sonores, l'Institut Bruxellois pour la Gestion de l'Environnement signale un point noir sur le territoire de Berchem-Sainte-Agathe.

## Évolution démographique
L’immigration d’étrangers s’est faite graduellement, tout d’abord la commune de Molenbeek a connu une croissance démographique à la suite de la révolution industrielle au XIXe siècle, beaucoup d’entreprises ont été créées, ce qui a eu pour conséquences que des ouvriers tout d’abord flamands, et puis par des ouvriers wallons, qui ont suivi l’appel à l’offre des entreprises, ces nouveaux ouvriers afin d’avoir leur travail plus proche de leurs domiciles, ont déménagé à Molenbeek. L’Exposition universelle et internationale de Bruxelles de 1958 et le métro, du fait que l’ancienne main-d’œuvre avait disparu au fil du temps, ce qui causa une légère baisse démographique. Le pays s’est dirigé vers une main-d’œuvre étrangère pour l’exposition de 1958 et le métro, qui ont pu trouver des logements dans les vieux quartiers de Molenbeek, ces ouvriers ont eu un impact sur la démographie, dû au fait que leur taux de natalité est supérieur.

## Les bâtiments (XIVe–XXesiècle)
La chaussée de Gand avait quelques bâtiments qui la longeaient tout le long de la chaussée entre les XIVe et XXe siècles. C’est le cas de la Chapelle Saint-Jean (XVIe – XVIIIe s.), cette dernière était située à l’angle de la rue du Prado (anciennement rue de l’Église) et de la chaussée de Gand. Elle figure également sur l’un des plus anciens panoramas de Bruxelles (Jan Uyttersprot en 1574). C’est également le cas de 4 auberges, la première est le « Rode Leeuw » (XVIe – XVIIIe s.), elle était située au coin du chemin menant au Correndries et au coin du Steenwech, c’est-à-dire à l’angle des actuelles chaussée de Gand et de la rue Ransfort. La deuxième auberge est le « Den Hert » ou le Cerf (XVIIIe – XIXe s.), il faudra attendre le XVIIIe siècle pour pouvoir la situer avec précision, elle se situait en bordure de la chaussée de Gand, à l’angle de l’actuelle rue du Cinéma. La 3e auberge se nomme « Vierwinden » (XVIIIe – XIXe s.), dont on ne connait pas la date exacte, cette auberge a été mentionnée comme telle à partir du XVIIIe siècle, cependant il est vraisemblable que l’auberge se situait dans l’angle sud-est de la chaussée de Gand et de la rue des Quatre-Vents depuis le milieu du XVIe siècle. La quatrième auberge est « De Pauw » ou Le Paon (XVIIIe – XXe s.), dont la date d’origine exacte reste inconnue, cependant elle apparait déjà représentée sur un plan de Molenbeek-Saint-Jeant datant du XVIIIe siècle, cette auberge se situait en bordure de la chaussée de Gand, entre les rues Vanderdussen et de Menin, c’est-à-dire à l’ouest du moulin à eau d’Osseghem. Plusieurs maisons de plaisance (XVIIe – XIXe s.) se trouvaient sur la chaussée et qui auparavant bordaient le sud de la chaussée de Gand, au voisinage des Etangs noirs (Swertevijvers), la plupart de ces maisons de plaisance datent des XVIIe et XVIIIe siècles.

## Monuments se trouvant/ayant été sur la chaussée

### Le cimetière de Molenbeek-Saint-Jean
Le cimetière de Molenbeek-Saint-Jean a été construit en 1864, à la suite du démantèlement de l’ancien cimetière qui se trouvait à l’église de Saint-Jean-Baptiste. Le père Ector refusa de bénir le cimetière, ce qui s’explique par des conflits entre l’Église et le gouvernement à majorité libérale. La cour de cassation pour faire cesser « la guerre des cimetières » a rendu un arrêt du 13 février 1864, qui donna la direction de tous les cimetières au pouvoir civil.
Dans le cimetière, se trouve également un arbre, le rhododendron, depuis l’arrêté du gouvernement de la région de Bruxelles capitale du 17 juillet 2008, cet arbre est inscrit sur la liste de sauvegarde, qui représente un intérêt scientifique et intérêt esthétique.

### La chemiserie Coster et Clément
Chemiserie Coster et Clément, est un monument du patrimoine protégé de Molenbeek,(41 rue Jules Delhaize et Chaussée de Gand 340, 1080, Bruxelles), est en train de subir une rénovation pour accueillir de nouveaux logements.

### La porte de Flandre

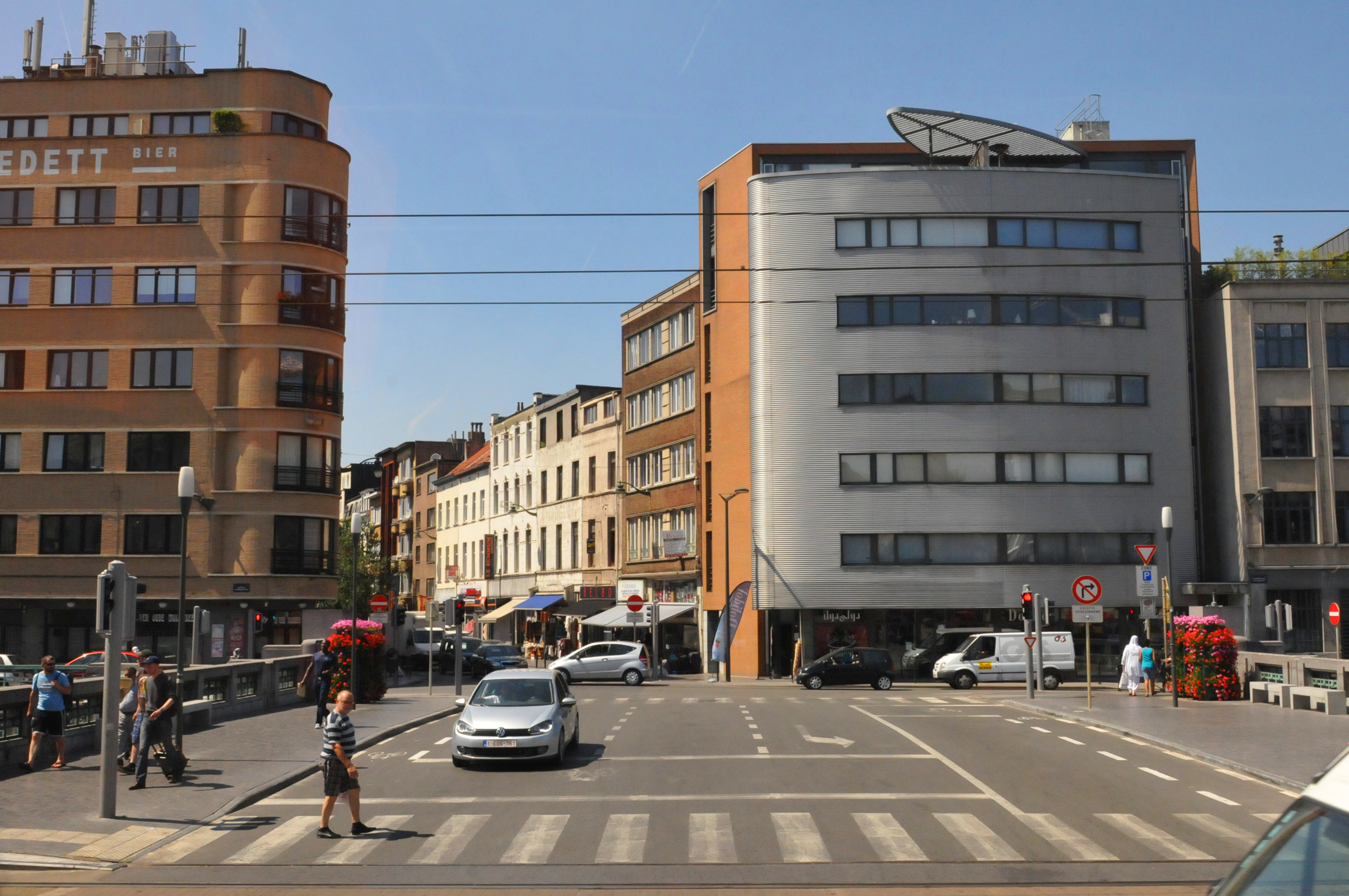
Début de la chaussée de Gand, après le pont de la porte de Flandre.

La porte de Flandre était l’une des portes de la deuxième enceinte de Bruxelles du XVIIe s., qui se trouvait sur la chaussée de Gand ; elle fut détruite par Joseph II qui ordonna en 1782 que les remparts de la ville de Bruxelles soit retirés. Après la destruction de la porte, la chaussée de Gand eut un redressement, ce qui permit d’avoir aux alentours de la porte de nouvelles structures, telles que des bâtiments et de nouvelles routes terrestres, dès le XIXe siècle.

### Cinémas
la chaussée dénombrait pas moins de 6 cinémas au XXe siècle, dont les plus connus et les plus anciens sont : « le Kinox : pathé », « le forum » et le « Crystal » . Le forum était pourvu de plus de 1300 places, et ferma ses portes en 1973, pour laisser place à d’autres commerces. La façade du cinéma est toujours visible mais l’enseigne fut retirée (chaussée de Gand n°42/46). Le Crystal ferma définitivement ses portes dans les années 70 (1972), et fut transformé en magasin (chaussée de Gand n°62) et réhabilité en un centre d’entreprises, en 1999, pour répondre aux besoins sociaux et économiques.
C'est en 1912 sur cette chaussée au niveau du château du Karreveld que naît le cinéma belge. Plusieurs films de qualité dont La Fille de Delft mais aussi le pacifiste et prémonitoire Maudite soit la guerre (en couleurs) sont tournés dans l'environnement des studios du château du Karreveld. Alfred Machin commande l'exécution dans ce lieu d'un studio vitré, des ateliers, une infrastructure pour les artistes ainsi qu'un mini-jardin zoologique qui accueillent des animaux exotiques tels que des ours, des chameaux et des panthères. Il utilise également Mimir la panthère comme personnage dans plusieurs de ses films des années Karreveld.

## Travaux
Plusieurs rénovations de la chaussée ont été faites auparavant, les rénovations les plus récentes de la chaussée, c’est le cas en 1995 dans lequel des travaux ont été effectués afin de donner un nouvel élan à la Chaussée de Gand. La commune, le Logement molenbeekois et la SDRB (société de développement régional de Bruxelles) ont voulu changer l’image du quartier en profondeur, c’est ce qui a conduit à un investissement massif en rénovation et reconstruction, la SDRB avait notamment érigé un nouvel immeuble au 4 de la chaussée de Gand. Le quartier avait déjà connu de profondes modifications, au cours de ces dernières décennies. D’autres projets avaient également vu le jour, comme le projet de construction de 3 appartements de qualité (sur la chaussée de Gand), en raison du fait que le quartier était assez difficile, les autorités ont voulu donner un caractère particulier à ce projet qui se reflétait dans l’aménagement intérieur, chaque appartement avait été conçu afin de disposer d’une terrasse. Quant à la vente de ces appartements, ils étaient destinés à des habitants qui disposaient de revenus moyens, c’est-à-dire que les appartements était vendus moins cher que les prix du marché.
La chaussée de Gand a subi une rénovation en 2016 en raison notamment du fait qu’elle est une des principales voie d’accès de la Région bruxelloise, la fin des travaux avait été prévue pour 2016 et a eu un coût total de près de 20 millions d’euros, Elle avait été prévue en 2 phases afin de permettre une meilleure circulation de la chaussée tant pour les automobilistes que pour les piétons, les cyclistes ou encore les transports en commun. Ces rénovations avaient pour objectif de répondre aux besoins en termes de parkings des commerçants et des riverains.

## Voie d'accès
| ___ | Ce site est desservi par les stations de métro : Étangs Noirs et Osseghem. |

 ou encore (en marchant quelques mètres) 
| ___ | Ce site est desservi par la station de métro : Comte de Flandre. |